# Piętnastokrajcarówka
Piętnastokrajcarówka – srebrna moneta austriacka, także węgierska i śląska, wprowadzona przez Leopolda I na pokrycie kosztów wojny tureckiej z lat 1659–1664, jako odpowiednik 1/6 talara, bita w dużych nakładach w wielu mennicach habsburskich i książęcych śląskich, obiegająca niemal całą Europę Środkową do połowy XVIII w.